# Don Cristóbal Primero
Don Cristóbal Primero es una localidad y centro rural de población con junta de gobierno de 2.ª categoría del distrito Don Cristóbal del departamento Nogoyá, en la provincia de Entre Ríos, República Argentina.
La población de la localidad, es decir sin considerar el área rural, era de 273 personas en 1991 y de 120 en 2001. La población de la jurisdicción de la junta de gobierno era de 505 habitantes en 2001.
La junta de gobierno fue creada por decreto 2434/1986 MGJE del 17 de junio de 1986. Sus límites jurisdiccionales fueron fijados por decreto 3822/1987 MGJE del 17 de julio de 1987 y fue elevada a la 2.ª categoría por decreto 630/2001 MGJE del 12 de marzo de 2001.